# Tamir Pardo
Tamir Pardo (hebreiska: תמיר פרדו), född 1953 i Tel Aviv i Israel, är en israelisk tidigare chef för underrättelsetjänsten Mossad 2011–2016.
Tamir Pardos far var invandrare från Turkiet och hans mors familj härstammade från Serbien. Han tjänstgjorde under värnplikten i ett fallskärmsjägarförband och blev officer. Han var senare förbindelseofficer inom elitförbandet Sayeret Matkal. Han deltog i Operation Entebbe under Yonatan Netanyahu. 
Efter tjänstgöring inom armén började Tamir Pardo 1980 på Mossad, där han så småningom blev chef för operationsavdelningen "Keshet", som också var ansvarig för signalspaning genom avlyssning av teletrafik. Han var därefter rådgivare till Israels försvarsmakts generalstab, bland annat under Libanonkriget 2006. Han lämnade under en tid Mossad för arbete inom näringslivet.
Efter att ha slutat på Mossad 2016 har han uttalat kritik mot premiärminister Benjamin Netanyahu och dennes planer på reformer inom rättsväsendet och krävt Netanyahus avgång. Han har också anklagat Israels regering för att driva ett apartheidsystem i landet.